# Eurydice arabica
Eurydice arabica är en kräftdjursart som beskrevs av Jones 1974. Eurydice arabica ingår i släktet Eurydice och familjen Cirolanidae.
Artens utbredningsområde är Röda havet. Inga underarter finns listade i Catalogue of Life.